# Maison du patrimoine Françoise-Claustre
La maison du patrimoine Françoise-Claustre , parfois abrégée en « la Maison du patrimoine », est un ancien musée archéologique situé à Céret, dans le département français des Pyrénées-Orientales. Il est nommé ainsi en l'honneur de l'archéologue Françoise Claustre qui a mené des fouilles dans la région de Céret.

## Situation
La Maison du patrimoine est située place Picasso, dans le vieux Céret. Le bâtiment lui-même inclut la tour de la Porte d'Espagne, ancien élément des fortifications de la ville.

## Collections
Les collections du musée sont constituées des résultats des fouilles archéologiques effectuées dans Céret et sa région. Les collections exposées concernent essentiellement la période protohistorique.
Une partie du mobilier provient des fouilles archéologiques réalisées en 1957 et 1958 par Roger Gruau dans la Cova de la Tortuga, plaçant le musée sur La Route des tortues en Catalogne.

## Publications
- Françoise Clautre et Gilles Peyre, La nécropole de Vilanova à Céret (Pyrénées-Orientales), Céret, Maison du patrimoine Françoise-Claustre, 2013, 144 p. (ISBN 978-2-9545166-0-8).

## Partenariats

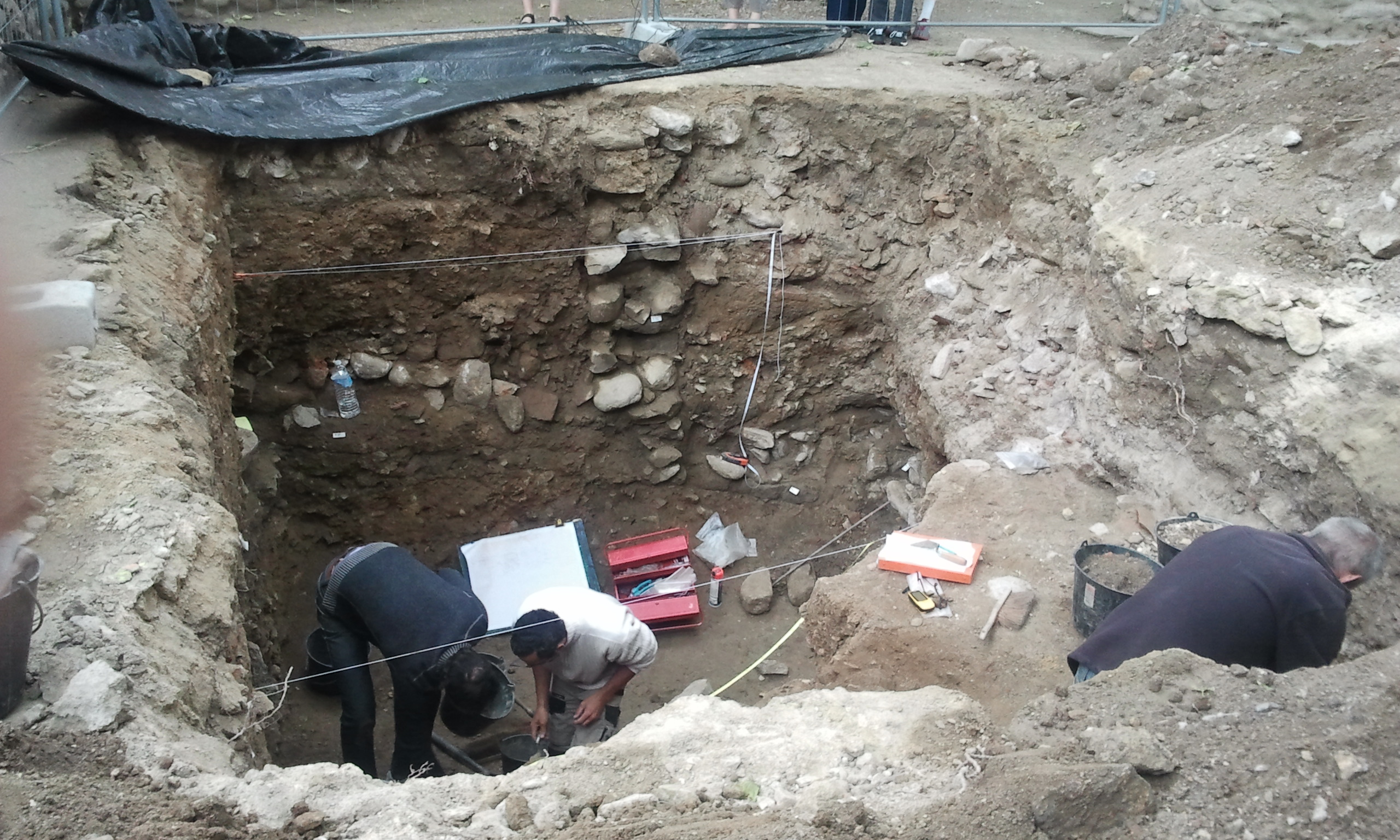
Chantier de fouilles menées par le GPVA le 9 juin 2013, place Picasso devant la maison du patrimoine Françoise-Claustre.

Le musée travaille en partenariat avec deux associations :
- Les Amis du musée de l’archéologie de Céret (A.M.A.C.)[3]
- Le Groupe de préhistoire du Vallespir et des Aspres (G.P.V.A.)[4]